# Socha Panny Marie (Cheb)
Panna Marie z chebských sbírek je kvalitní gotická socha ze 70.–80. let 15. století, která reflektuje inovátorské výtvarné impulsy z okruhu následovníků Nicolause Gerhaerta van Leyden. Je vystavena ve stálé expozici Galerie výtvarného umění v Chebu.

## Popis a zařazení
Plně plastická socha z lipového dřeva, výška 112 cm, se zachovalými fragmenty polychromie na křídovém podkladu. Obě ruce chybí, nad levou rukou zachovány zbytky odlomeného dítěte nebo atributu světice. Socha stojí na původním osmihranném podstavci. Restaurovali J. Tesař (1970) a J. Živný (1994).
Postava je výrazně prohnuta v zádech a vysunuje levý bok (nad kterým mohla být postava Ježíška) proti pravé volné noze. Objem dívčího těla a vysunuté břicho je zdůrazněno přepásáním spodního šatu. Volný nesepnutý plášť spadá v četných příčných záhybech hluboko pod levou ruku a jeho cíp přidržuje pravá ruka. Na pravé straně plášť v diagonále uzavírá obrys sochy a na podstavci tvoří změť překládaných záhybů. Kompaktní objem bloku s nehlubokými přeřezávanými záhyby pláště narušuje pouze diagonální zářez pod pravou rukou Madony. Oválná dívčí tvář Marie je stylově blízká Podunají i Jižním Čechám.
Socha se stylově vymyká z celého souboru chebské gotické plastiky a svou kvalitou i uplatněním nových principů pogerhaertovského sochařství nemá mezi dochovanými díly blízké paralely. Ševčíková v ní spatřuje vyvrcholení tvorby starší dílny Mistra doupovské madony, zejména v bohatém promodelování povrchu pláště. Kvalitativní posun směřuje k novému chápání výstavby a plnoplastického rozvinutí hmoty, prostorové transparenci forem a dynamice pohybu. Autorka proto navrhla pro jejího řezbáře označení Mistr torzální chebské madony. Předlohou mohla být díla následovníků Nicolause Gerhaerta van Leyden, kteří působili ve franckém nebo podunajském prostředí v poslední třetině 15. století, nebo grafické listy Mistra ES nebo Martina Schongauera, či tzv. Mistra oděvních studií.
Původ sochy není znám a nejbližší stylovou sounáležitost mají některá díla z franckého prostředí (Zmrtvýchvstalý Kristus a Zvěstování, oltář sv. Petra v kostele sv. Sebalda, 1470–1480, Anděl z oltáře sv. Rocha v kostele sv. Vavřince, 1483–1484), podle Tietz-Strödel i z prostředí rakousko-bavorského. V rámci domácí sochařské produkce tato Madona uzavírá období jednostranně orientované na švábské umění, ale jeho některé tradiční složky jsou stále rozpoznatelné. Nejbližším dílem z domácí produkce je Assumpta z Krupky, která působí jako méně náročná drobnější replika.

### Jiná díla
- Assumpta z Krupky (90. léta 15. stol.), Muzeum v Teplicích